# Heinrich Ernst Beyrich
Heinrich Ernst Beyrich, född 31 augusti 1815 i Berlin, död där 9 juli 1896, var en tysk geolog och paleontolog.
Beyrich disputerade 1837 för doktorsgraden vid Berlins universitet och var därefter verksam vid universitetets mineralogiska museum. År 1865 blev han professor vid nämnda universitet och Bergsakademien i Berlin. Han gjorde utmärkta undersökningar angående provinsen Schlesiens geologiska natur, inlade stor förtjänst särskilt om Preussens nya geologiska kartverk samt var en bland stiftarna av det 1848 bildade Deutsche geologische Gesellschaft.